# Félix Arranz

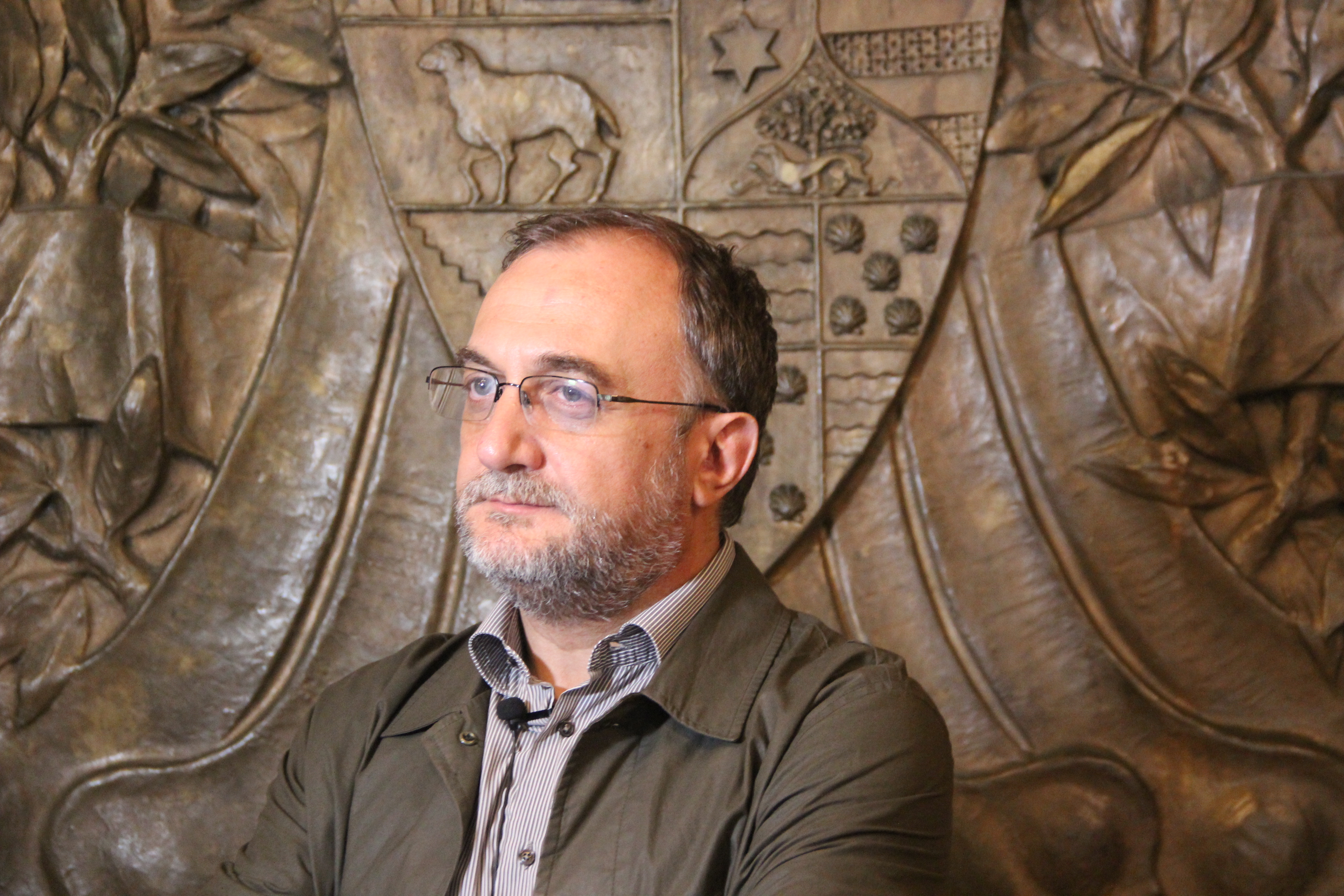

Félix Arranz (Logroño, 1961) -Luis Félix Arranz San Vicente-, es un arquitecto por la ETSAB UPC de Barcelona.
Como arquitecto, desarrolla habitualmente su actividad profesional titular en equipos y asociaciones profesionales con otros arquitectos. Como editor diversifica acciones editoriales y acontecimientos profesionales desde la plataforma SCALAE. Ha obtenido el premio FAD y el premio Brunel por su actividad profesional (Intermodal Zaragoza-Delicias) y el premio de la Bienal Iberoamericana de Arquitectura y Urbanismo por su actividad editorial (app scalae).

## Obras significativas
- Edificio de apartamentos en Zaragoza (con Elena Fernández Salas, 1990)
- Plaza de las Eras en Zaragoza (con Sirio Sierra, 1990)
- Cocheras de tranvías en La Coruña (con José María Valero, 1995)
- Instituto de Enseñanza Secundaria en Belchite (con Rafael Pamplona e Ignacio Navarro, 1996)
- Proyecto y Construcción del Poema corpóreo "Letras fugitivas" Barcelona (con Joan Brossa, 1998)
- Estación de Zaragoza-Delicias intermodal (con Carlos Ferrater, José María Valero y con Elena Mateu, 2000, premio FAD arquitectura 2004)
- Ciudad del Medio Ambiente en Soria, con Patxi Mangado (Premio de la Agrupación Vasco-Navarra de Arquitectos Urbanistas 2007).

## Labor institucional, investigadora y editorial
- Vicedecano-contador del Colegio Oficial de Arquitectos de Aragón 1992-94
- Comisario y Director de la Bienal de Arquitectura y Urbanismo de Zaragoza) 1992,1994
- Subdirector de Escuela y Director del área de Proyectos de la Escuela de Arquitectura de la Universitat Internacional de Catalunya, ESARQ UIC 1999-2002 y 1999-2004.
- Promotor y editor de las publicaciones WAM, Web Architecture Magazine 1996, e iAZone, 1997, en la red Internet y la red de Centros de Enlace de Arquitectura.
- Asesor editorial de Grupo Vía. 2004-2009
- Consejero asesor de los Encontros Internacionais de Arquitectura de Santiago de Compostela.
- Promotor y Comisario 2006-07 del programa 'arquia/próxima' de la Fundación Caja de Arquitectos.
- Comisario del International Symposium "Arquitectures per a la Música" en el Centenario del Palacio de la Música Catalana de Barcelona. 2008
- Director de los "international ultzama campus" de la Fundación Arquitectura y Sociedad, 2009, 2010
- Director fundacional de la Escuela Técnica Superior de Arquitectura de la Universidad San Jorge, en Zaragoza ETSA USJ, 2009-2011
- Comisario General de Arqadia, en Buenos Aires, 2010, 2012 y 2014.
- Director de la XI Bienal Española de Arquitectura y Urbanismo (con Joaquín Sabaté) 2011
- Comisario del "Pavelló de Catalunya i Balears", promovido por el Institut Ramon Llull, en la Bienal de Arquitectura de Venecia, 2012 (con Jordi Badía)
- Director científico de las tres ediciones de la Bienal Internacional de Arquitectura de Argentina: Principios (2014), Procesos (2016) y Situaciones (2018), BIA-AR
- Patrono de la [[Fundación Arquitectura y Sociedad] (2008-2022].

## Cargos actuales (2025)
- Director y Editor de SCALAE, activismo editorial y colecciones de documentos de arquitectura y arquitectos.
- Profesor asociado del Departamento de Proyectos Arquitectónicos de la Universitat Politècnica de Catalunya, asignado a la Escola Técnica Superior d'Arquitectura de Barcelona en las materias de Proyecto Final de Carrera (Master Habilitante), ETSAB